# Maraldi (cràter)

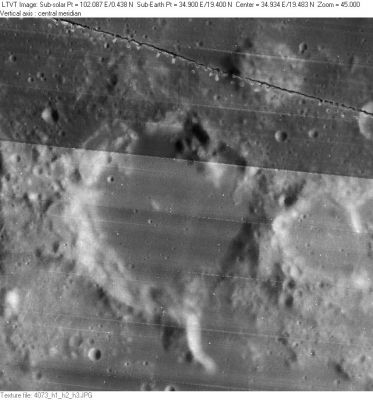
Fotografia de la missió Lunar Orbiter 4

Maraldi és un cràter d'impacte desgastat i erosionat, situat en la vora occidental del Sinus Amoris, en la part nord-est de la Lluna. A l'oest-sud-oest es troba el cràter Vitruvi, i al nord-oest apareix el desgastat cràter Littrow. Just al nord-est del cràter es troba l'elevació en forma de cúpula denominada Mons Maraldi.

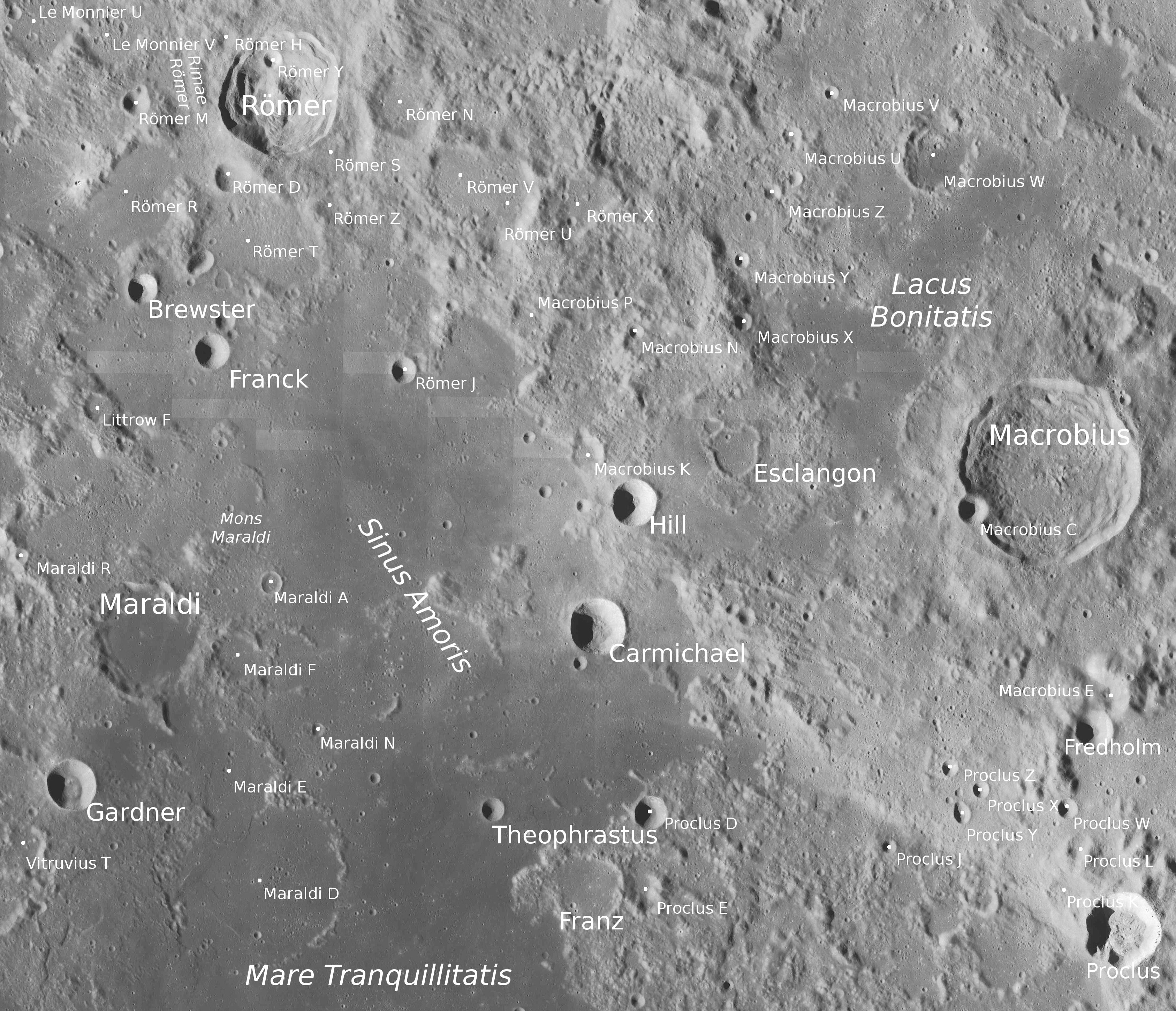
Entorn de Maraldi (prop del centre de la vora esquerra). Fotografia de la missió LRO.

Aquest cràter presenta una paret externa molt desgastada, amb incisions profundes. Té més l'aparença d'un anell de pics que de la vora d'un cràter. L'interior ha estat inundat per lava basàltica, deixant una superfície plana amb un baix albedo. Una cresta d'escassa altura amb prou feines sobresurt al nord-oest del punt central, i diversos cràters minúsculs assenyalen la seva superfície interior.

## Cràters satèl·lit
Per convenció aquests elements són identificats en els mapes lunars posant la lletra en el costat del punt central del cràter que està més proper a Maraldi.
|         | \| Maraldi \| Coordenades \| Diàmetre \| \| ------- \| ------------------------------------ \| -------- \| \| A \| 20° 00′ N, 36° 18′ E / 20.0°N,36.3°E \| 8 km \| \| D \| 16° 42′ N, 36° 06′ E / 16.7°N,36.1°E \| 67 km \| \| E \| 17° 48′ N, 35° 48′ E / 17.8°N,35.8°E \| 31 km \| \| F \| 19° 12′ N, 35° 48′ E / 19.2°N,35.8°E \| 18 km \| \| N \| 18° 24′ N, 36° 48′ E / 18.4°N,36.8°E \| 5 km \| \| R \| 20° 18′ N, 33° 12′ E / 20.3°N,33.2°E \| 5 km \| \| W \| 13° 12′ N, 36° 06′ E / 13.2°N,36.1°E \| 4 km \| |          |
| Maraldi | Coordenades | Diàmetre |
| A       | 20° 00′ N, 36° 18′ E / 20.0°N,36.3°E | 8 km     |
| D       | 16° 42′ N, 36° 06′ E / 16.7°N,36.1°E | 67 km    |
| E       | 17° 48′ N, 35° 48′ E / 17.8°N,35.8°E | 31 km    |
| F       | 19° 12′ N, 35° 48′ E / 19.2°N,35.8°E | 18 km    |
| N       | 18° 24′ N, 36° 48′ E / 18.4°N,36.8°E | 5 km     |
| R       | 20° 18′ N, 33° 12′ E / 20.3°N,33.2°E | 5 km     |
| W       | 13° 12′ N, 36° 06′ E / 13.2°N,36.1°E | 4 km     |

Els següents cràters han estat canviats el nom per la UAI:
- Maraldi B — Vegeu Lucian (cràter).
- Maraldi M — Vegeu Teofrast (cràter).